# Chiesa della Resurrezione di Nostro Signore
La chiesa della Resurrezione di Nostro Signore è un edificio di culto cattolico sito nel quartiere Varignano di Viareggio, sede dell'omonima parrocchia. Si tratta dell'unica chiesa dell'Arcidiocesi di Lucca dotata di un fonte battesimale nel quale è possibile ricevere il battesimo per immersione. 

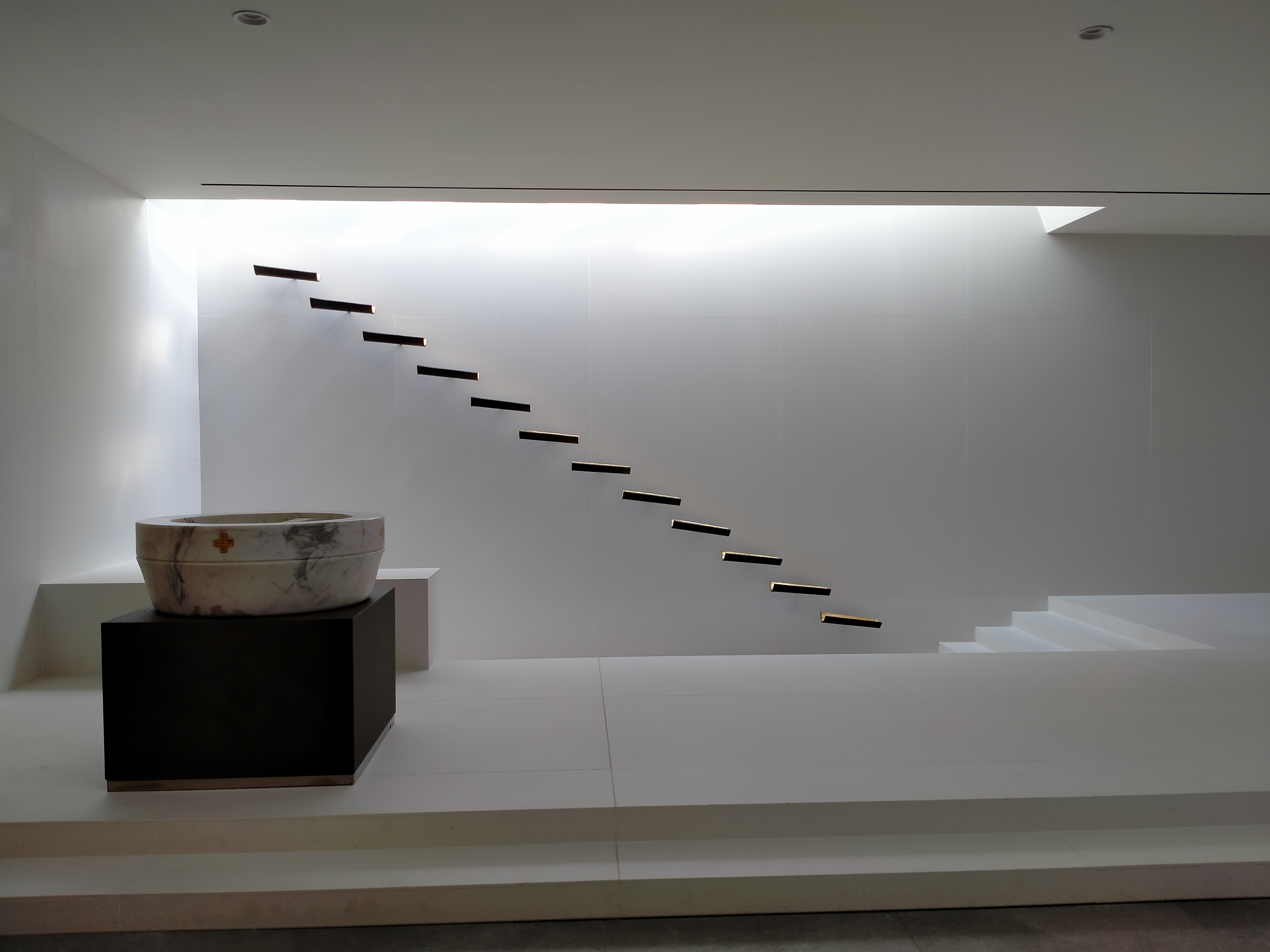
Chiesa della Resurrezione fonte battesimale per immersione

## Storia
Il Varignano è un quartiere popolare ed operaio della periferia di Viareggio che ha conosciuto un rapido sviluppo edilizio nel Dopoguerra. La parrocchia della Resurrezione di Nostro Signore fu istituita il 16 giugno 1975 separandola da quella di Sant'Antonio e fu realizzata la prima chiesa del quartiere, un edificio molto semplice, dalle linee moderne.
Esso, è rimasto in uso fino a che, a causa del suo degrado, non si è deciso di ristrutturarlo. Essendo però sorti problemi strutturali e burocratici, l'Arcidiocesi di Lucca ha optato per un suo totale abbattimento e riedificazione. 
Nel 2014 lavori sono stati inseriti nel progetto CEI "Percorsi Diocesani", che prevedeva un bando architettonico nazionale. Il progetto vincitore, che ha tenuto conto anche delle istanze della comunità, è stato quello dello studio TAMassociati di Venezia, nel 2015. I lavori hanno avuto inizio nel settembre 2017 e la nuova chiesa, sorta sulla precedente, è stata consacrata l'8 giugno 2019.

## Descrizione
La geometria della nuova chiesa, a pianta rettangolare, mantiene la memoria del precedente edificio. 
I locali parrocchiali e la canonica si articolano attorno a un patio centrale.
L’aula liturgica è a doppia altezza ed è circondata da volumi di altezza inferiore: il presbiterio, la cappella feriale, la navata laterale, la penitenzieria e il battistero.
Il progetto è stato sviluppato seguendo criteri di sostenibilità ambientale e le strutture sono in legno X-LAM.
Sia l'interno che l'esterno dell'edificio sono stati oggetto anche di un'accurata progettazione Illuminotecnica.  

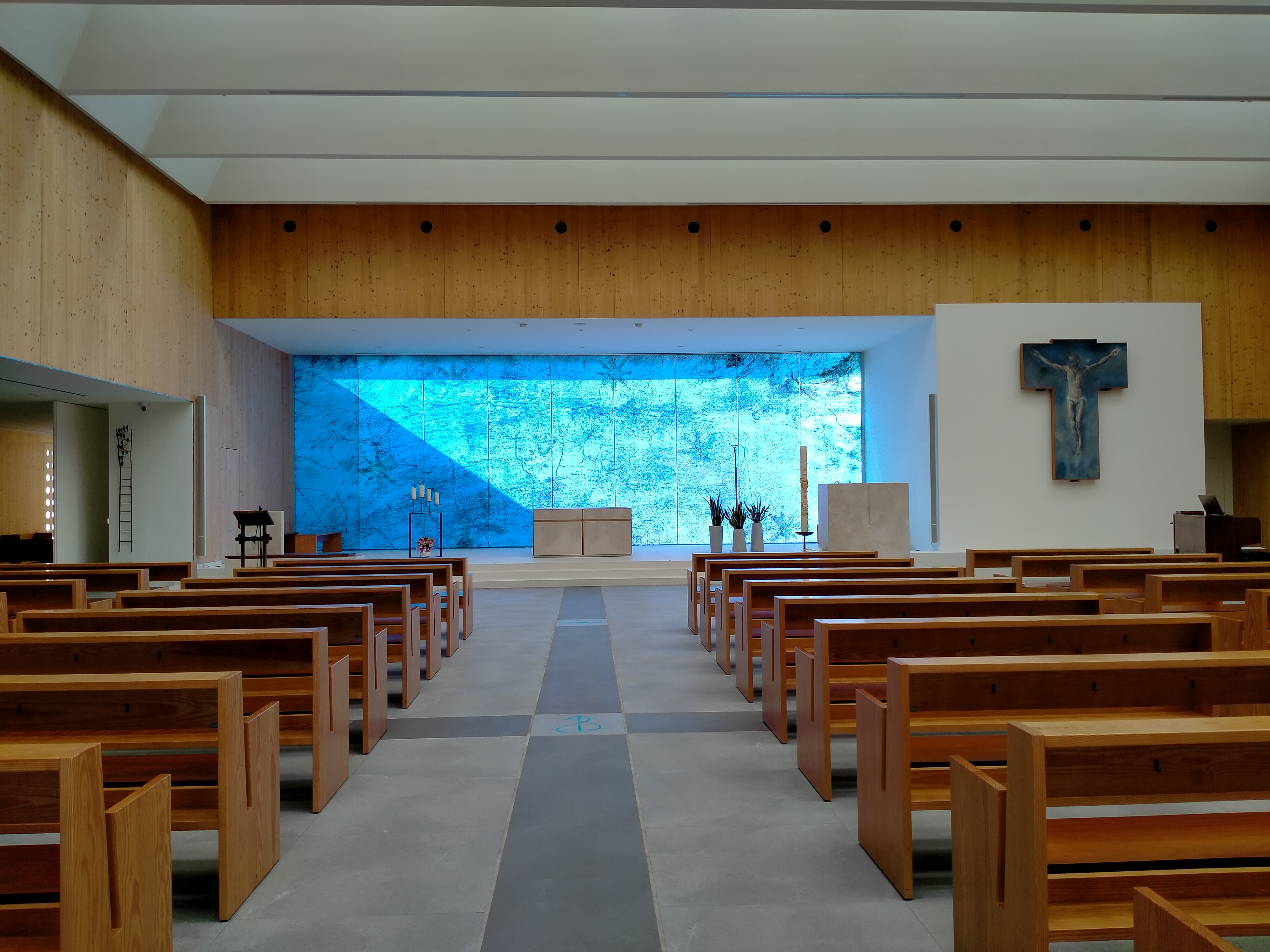
Interno

Le opere d'arte dell'edificio preesistente sono state recuperate e reinstallate, così come parte dell'arredo e la vecchia pavimentazione in marmo, ora posata a spacco. 
Nel sagrato della chiesa svetta una torre campanaria dotata di un carillon di otto piccole campane, realizzate da Emanuele Allanconi di Bolzone di Ripalta Cremasca nell'aprile del 2019.